# Коренізація кримських татар
Коренізація кримських татар — національна політика, яку проводила у 1920–30-х роках у Кримській Автономній Соціалістичній Радянській Республіці влада СРСР.

## Історія
У 1917-1920 рр. в Кримському п-ів діяла низка політичних партій, які були створені за етнічним принципом (на кримськотатар. — Міллі-Фірка), що відстоювали насамперед інтереси селянства.
Зі встановленням рад влади заявила про готовність до співпраці, однак більшовики відразу ж ліквідували усі національні політичні організації. Головним завданням для них стало залучення крим. татар у рад органи влади й управління. Вже через декілька місяців після встановлення рад влади у постанові Кримського ревкому від 6 червня 1921 зазначено: «Визнати доцільним та бажаним залучення до Совапаратів татнаселення для чого: У тих районах та селищах де більшість населення татари у Сіль та Райрівкоми бажано призначати на посади Предуревкомів татар комуністів». При цьому більшовики вимушено мирилися з їхнім непролетарським походженням, оскільки більшість походила з інтелігентії або дрібнобуржських родин і раніше перебувала на націоналістичних позиціях.
1921 року було ухвалено Автономної Соціалістичної Рад Республіки (АСРР) Всекримським з'їздом. У доповіді «Огляд роботи з нацбудівництва Кримської АРСР» (1926) зазначено, що при райвиконкомах також створ. посади перекладачів, усі заяви зобов'язали приймати і на кримськотатарській мові, скасовано обмеження при відправленні телеграм.
У квітні 1923 на 12-му з'їзді РКП(б) національна політика більшовиків отримала назву «коренізація», керівництво партії визначило комплекс заходів і їхній характер. 1926 розпочато розукрупнення сільрад, створених у місцях проживання крим. татар. У національних сільрадах документація велася кримськотатар. мовою, у органах державної влади й управління крим. татарам виділено квоту в 25–40 % від загальної кількості службовців. На той час серед членів сільрад крим. татари становили 39,9 %, голів сільрад — 40 %, члени рай. виконкомів — 20 %, члени ЦВК Крим. АСРР — 40 %. Значно повільніше відбувалося поповнення місцевої партійної організації: 1 січня 1925 у її складі нараховувалося 236 крим. татар (4,6 % від заг. кількості), 1 жовтня того ж року — 440 (7,1 %). У 1920-х рр. виникло явище кримськотатар. націонал-комінізму. Як і їхні українські колеги, кримськотатар. націонал-комуністи акцентували увагу на націоналістських, а не більшовицьких аспектах татаризації.
Станом на 1932 до роботи в промисловості вдалося залучити 6394 кримських татар. За переписом 1926, у Кримській АСРР проживало 179,1 тис. крим. татар, з них у сільській місцевості — 143,7 тис., у містах — 35,3 тис. осіб. Відповідно перерозподіл земельних ресурсів стосувався значної частини крим. татар. Земельна реформа як складова «коренізації» передбачала внутрішній-сільський (упорядкування користування земельними ділянками) та міжсільский (переселення частини крим. татар із Під узбережжя) землеустрій. При цьому переселяли тих крим. татар, у яких земельний наділ був значно меншим норми, а ресурсів для його розширення віднайти не вдалося.
В жовтні 1925 до ЦВК Кримської АСРР звернулася ініціативна група з проханням дозволити організацію Товаритства з рееміграції та розселення кримських татар. Його основним завданням було: сприяння поверненню з еміграції та облаштуванню крим. татар і, розселення малоземельних і безземельних крим. татар. 29 січня 1925 Президія ЦВК Крим. АСРР ухвалила рішення поставити перед ЦВК СРСР питання про дозвіл на в'їзд до Криму кримськотатарських емігрантів з Болгарії та Румунії та наділення їх землею. 1926 Народний комісаріат землеробства Крим. АСРР розпочав переселення крим. татар із Пд. узбережжя та реемігрантів.

## Наслідки
Загалом Коренізація кримськихтатар значно сприяла соціально-економічній і культурно-освітнього розвитку кримських татар. Згортання розвитку кримських татар почалось на початку 1930-х рр., яке супроводжувалося масовими репресіями проти кримськотатарських діячів.